# Joran Wyseure
Joran Wyseure, né le 9 janvier 2001 à Roulers, est un coureur cycliste belge, spécialiste du cyclo-cross. Il est notamment champion du monde de cyclo-cross espoirs en 2022.

## Biographie
Aux championnats d'Europe de cyclo-cross 2021, il termine quatrième de la course des espoirs (moins de 23 ans). En janvier 2022, il termine troisième du championnat de Belgique de cyclo-cross espoirs, puis crée la surprise en devenant à Fayetteville champion du monde de cyclo-cross espoirs devant ses compatriotes Emiel Verstrynge et Thibau Nys, après avoir longtemps mené seul.
Le 10 décembre 2023, il monte pour la première fois sur le podium d'une manche de Coupe du monde de cyclo-cross en prenant la troisième place à Val di Sole.

## Palmarès en cyclo-cross
- 2018-2019
  - Brico Cross juniors #4, Lokeren
  - Brico Cross juniors #6, Versluys Cyclocross
  - Cyclo-cross de Gullegem juniors
  - 9e du Superprestige juniors
- 2021-2022
  -  Champion du monde de cyclo-cross espoirs
  - Duinencross espoirs
  - X²O Badkamers Trofee #6 espoirs, Flandriencross
  - 3e du championnat de Belgique de cyclo-cross espoirs
  - 3e du X²O Badkamers Trofee espoirs
  - 4e du championnat d'Europe de cyclo-cross espoirs
- 2022-2023
  - Classement général du X²O Badkamers Trofee espoirs
    - X²O Badkamers Trofee #5 espoirs, Duinencross
    - X²O Badkamers Trofee #6 espoirs, Flandriencross
    - X²O Badkamers Trofee #8 espoirs, Brussels Universities Cyclocross

  -  Médaillé de bronze du championnat du monde de cyclo-cross en relais mixte
  - 4e du championnat du monde de cyclo-cross espoirs
  - 6e de la Coupe du monde de cyclo-cross espoirs
  - 9e du championnat d'Europe de cyclo-cross espoirs
- 2023-2024
  - International Cyclo-Cross Bad Salzdetfurth #2
  - 2e du championnat de Belgique de cyclo-cross
  - 8e du X²O Badkamers Trofee
- 2024-2025
  - Superprestige #1, Ruddervoorde
  - 3e de la Coupe du monde de cyclo-cross
  - 8e du championnat du monde de cyclo-cross

## Palmarès sur route
- 2024
  - Ruddervoorde Koerse
- 2025
  - 2e du Midden-Brabant Poort Omloop